# Presidenti del Senato italiano
Elenco dei Presidenti del Senato del Regno d'Italia e della Repubblica Italiana.

## Storia
I presidenti della Camera Alta dal 1861 al 1944 furono espressione di un Senato i cui esponenti erano nominati dal re (in maniera analoga all'ente suo diretto predecessore, il Senato Subalpino del Regno di Sardegna). 
Dal 1948, con la nascita della Repubblica, i presidenti del Senato rappresentano la seconda carica dello Stato.
Cesare Merzagora con quattordici anni e mezzo di presidenza (nell'arco di tre legislature) detiene il record di maggior presenza come presidente del Senato italiano; si dimise nel 1967 senza terminare il terzo mandato a causa delle grosse polemiche sollevate a seguito di una sua dichiarazione riguardo al progetto della creazione delle regioni.
Il mandato più breve appartiene a Luigi des Ambrois de Nevache, deceduto nemmeno tre settimane dopo la nomina; è invece ad appannaggio di Vittorino Colombo che prese il posto di Tommaso Morlino deceduto ad appena due mesi dalle elezioni, il mandato più breve dopo la seconda guerra mondiale. Amintore Fanfani ha invece il record di elezioni, ben cinque, ma anche quelle delle dimissioni, tre: la prima perché venne eletto segretario della DC e le altre due volte per aver ricevuto l'incarico dal presidente della Repubblica per formare un nuovo governo.
Fanfani, Francesco Cossiga e Giovanni Spadolini sono gli unici presidenti del Senato ad essere stati anche presidenti del Consiglio dei ministri (Giuseppe Saracco, Tommaso Tittoni e Ivanoe Bonomi lo furono però nel Regno d'Italia). Francesco Cossiga e Enrico De Nicola invece furono anche presidenti della Repubblica.
De Nicola detiene il record di elezione con maggioranza più ampia, Carlo Scognamiglio vinse invece solo con lo scarto di un voto su Spadolini, suo predecessore. Scognamiglio, eletto a quasi cinquant'anni di età, fu il presidente più giovane.
De Nicola, inoltre, è l'unico ad aver ricoperto sia la carica di presidente del Senato sia quella di presidente della Camera dei deputati. Nella sua vita ricoprì anche la carica di presidente della Repubblica e presidente della Corte Costituzionale, trovandosi così ad aver ricoperto quattro delle prime cinque cariche dello stato.
Nel 2018 Maria Elisabetta Alberti Casellati diventa la prima donna nella storia dell'Italia unita a ricoprire la carica di presidente del Senato.

## Presidenti del Senato del Regno d'Italia (1861-1946)
| Nº                                 | Presidente       | Presidente        | Presidente                                 | Collocazione politica                     | Mandato          | Mandato           | Leg.              |
| Nº                                 | Presidente       | Presidente        | Presidente                                 | Collocazione politica                     | Inizio           | Fine              | Leg.              |
| ---------------------------------- | ---------------- | ----------------- | ------------------------------------------ | ----------------------------------------- | ---------------- | ----------------- | ----------------- |
| 1                                  |                  |                   | Ruggero Settimo (1778-1863)                | –                                         | 18 febbraio 1861 | 2 maggio 1863     | VIII              |
| 2                                  |                  |                   | Federigo Sclopis di Salerano (1798-1878)   | –                                         | 24 maggio 1863   | 13 ottobre 1864   | VIII              |
| 3                                  |                  |                   | Giuseppe Manno (1786-1868)                 | –                                         | 13 ottobre 1864  | 7 settembre 1865  | VIII              |
| 4                                  |                  |                   | Gabrio Casati (1798-1873)                  | –                                         | 8 novembre 1865  | 13 febbraio 1867  | IX                |
| 4                                  | 21 marzo 1867    | 2 novembre 1870   | Gabrio Casati (1798-1873)                  | –                                         | X                |                   |                   |
| 5                                  |                  |                   | Vincenzo Fardella di Torrearsa (1808-1889) | –                                         | 1º dicembre 1870 | 20 settembre 1874 | XI                |
| 6                                  |                  |                   | Luigi des Ambrois de Nevache (1807-1874)   | –                                         | 15 novembre 1874 | 3 dicembre 1874   | XII               |
| 7                                  |                  |                   | Giuseppe Pasolini (1815-1876)              | Destra storica                            | 28 febbraio 1876 | 3 ottobre 1876    | XII               |
| 8                                  |                  |                   | Sebastiano Tecchio (1807-1886)             | –                                         | 14 novembre 1876 | 2 maggio 1880     | XIII              |
| 8                                  | 26 maggio 1880   | 2 ottobre 1882    | Sebastiano Tecchio (1807-1886)             | –                                         | XIV              |                   |                   |
| 8                                  | 22 novembre 1882 | 27 luglio 1884    | Sebastiano Tecchio (1807-1886)             | –                                         | XV               |                   |                   |
| 9                                  |                  |                   | Giacomo Durando (1807-1894)                | –                                         | XV               | 23 novembre 1884  | 27 aprile 1886    |
| 9                                  | 6 giugno 1886    | 4 settembre 1887  | Giacomo Durando (1807-1894)                | –                                         | XVI              |                   |                   |
| 10                                 |                  |                   | Domenico Farini (1834-1900)                | Destra storica                            | XVI              | 13 novembre 1887  | 3 agosto 1890     |
| 10                                 | 7 dicembre 1890  | 27 settembre 1892 | Domenico Farini (1834-1900)                | Destra storica                            | XVII             |                   |                   |
| 10                                 | 20 novembre 1892 | 13 gennaio 1895   | Domenico Farini (1834-1900)                | Destra storica                            | XVIII            |                   |                   |
| 10                                 | 2 giugno 1895    | 2 marzo 1897      | Domenico Farini (1834-1900)                | Destra storica                            | XIX              |                   |                   |
| 10                                 | 1º aprile 1897   | 15 luglio 1898    | Domenico Farini (1834-1900)                | Destra storica                            | XX               |                   |                   |
| 11                                 |                  |                   | Giuseppe Saracco (1821-1907)               | Sinistra storica                          | XX               | 10 novembre 1898  | 17 maggio 1900    |
| 11                                 | 10 giugno 1900   | 18 ottobre 1904   | Giuseppe Saracco (1821-1907)               | Sinistra storica                          | XXI              |                   |                   |
| 12                                 |                  |                   | Tancredi Canonico (1828-1908)              | Sinistra storica                          | 27 novembre 1904 | 20 marzo 1908     | XXII              |
| 13                                 |                  |                   | Giuseppe Manfredi (1828-1918)              | Destra storica Unione Liberale            | 20 marzo 1908    | 8 febbraio 1909   | XXII              |
| 13                                 | 21 marzo 1909    | 29 settembre 1913 | Giuseppe Manfredi (1828-1918)              | Destra storica Unione Liberale            | XXIII            |                   |                   |
| 13                                 | 24 novembre 1913 | 6 novembre 1918   | Giuseppe Manfredi (1828-1918)              | Destra storica Unione Liberale            | XXIV             |                   |                   |
| 14                                 |                  |                   | Adeodato Bonasi (1838-1920)                | Unione Liberale                           | XXIV             | 18 novembre 1918  | 29 settembre 1919 |
| 15                                 |                  |                   | Tommaso Tittoni (1855-1931)                | Unione Liberale Partito Liberale Italiano | 4 dicembre 1919  | 7 aprile 1921     | XXV               |
| 15                                 | 14 giugno 1921   | 10 dicembre 1923  | Tommaso Tittoni (1855-1931)                | Unione Liberale Partito Liberale Italiano | XXVI             |                   |                   |
| 15                                 | 31 maggio 1924   | 21 gennaio 1929   | Tommaso Tittoni (1855-1931)                | Unione Liberale Partito Liberale Italiano | XXVII            |                   |                   |
| 16                                 |                  |                   | Luigi Federzoni (1878-1967)                | Partito Nazionale Fascista                | 29 aprile 1929   | 19 gennaio 1934   | XXVIII            |
| 16                                 | 24 aprile 1934   | 2 marzo 1939      | Luigi Federzoni (1878-1967)                | Partito Nazionale Fascista                | XXIX             |                   |                   |
| 17                                 |                  |                   | Giacomo Suardo (1883-1947)                 | Partito Nazionale Fascista                | 15 marzo 1939    | 28 luglio 1943    | XXX               |
| 18                                 |                  |                   | Paolo Thaon di Revel (1857-1948)           | Indipendente                              | 28 luglio 1943   | 5 agosto 1943     | XXX               |
| Periodo costituzionale transitorio |                  |                   |                                            |                                           |                  |                   |                   |
| Nº                                 | Presidente       | Presidente        | Presidente                                 | Partito                                   | Mandato          | Mandato           | Leg.              |
| Nº                                 | Presidente       | Presidente        | Presidente                                 | Partito                                   | Inizio           | Fine              | Leg.              |
| 1                                  |                  |                   | Paolo Thaon di Revel (1857-1948)           | Indipendente                              | 6 agosto 1943    | 20 luglio 1944    | —                 |
| 2                                  |                  |                   | Pietro Tomasi della Torretta (1873-1962)   | Indipendente                              | 20 luglio 1944   | 25 giugno 1946    | —                 |

## Presidenti del Senato della Repubblica Italiana (dal 1948)
| Nº  | Presidente     | Presidente       | Presidente                                | Partito                                 | Mandato         | Mandato         | Leg.           |
| Nº  | Presidente     | Presidente       | Presidente                                | Partito                                 | Inizio          | Fine            | Leg.           |
| --- | -------------- | ---------------- | ----------------------------------------- | --------------------------------------- | --------------- | --------------- | -------------- |
| 1   |                |                  | Ivanoe Bonomi (1873-1951)                 | Partito Socialista Democratico Italiano | 8 maggio 1948   | 20 aprile 1951  | I (1948)       |
| 2   |                |                  | Enrico De Nicola (1877-1959)              | Partito Liberale Italiano               | 28 aprile 1951  | 24 giugno 1952  | I (1948)       |
| 3   |                |                  | Giuseppe Paratore (1876-1967)             | Partito Liberale Italiano               | 26 giugno 1952  | 24 marzo 1953   | I (1948)       |
| 4   |                |                  | Meuccio Ruini (1877-1970)                 | Indipendente                            | 25 marzo 1953   | 25 giugno 1953  | I (1948)       |
| 5   |                |                  | Cesare Merzagora (1898-1991)              | Indipendente                            | 25 giugno 1953  | 11 giugno 1958  | II (1953)      |
| 5   | 12 giugno 1958 | 15 maggio 1963   | Cesare Merzagora (1898-1991)              | Indipendente                            | III (1958)      |                 |                |
| 5   | 16 maggio 1963 | 7 novembre 1967  | Cesare Merzagora (1898-1991)              | Indipendente                            | IV (1963)       |                 |                |
| 6   |                |                  | Ennio Zelioli-Lanzini (1899-1976)         | Democrazia Cristiana                    | IV (1963)       | 8 novembre 1967 | 4 giugno 1968  |
| 7   |                |                  | Amintore Fanfani (1908-1999)              | Democrazia Cristiana                    | 5 giugno 1968   | 21 maggio 1972  | V (1968)       |
| 7   | 24 maggio 1972 | 23 giugno 1973   | Amintore Fanfani (1908-1999)              | Democrazia Cristiana                    | VI (1972)       |                 |                |
| 8   |                | senza cornice    | Giovanni Spagnolli (1907-1984)            | Democrazia Cristiana                    | VI (1972)       | 25 giugno 1973  | 4 luglio 1976  |
| (7) |                |                  | Amintore Fanfani (1908-1999)              | Democrazia Cristiana                    | 5 luglio 1976   | 18 giugno 1979  | VII (1976)     |
| (7) | 20 giugno 1979 | 1º dicembre 1982 | Amintore Fanfani (1908-1999)              | Democrazia Cristiana                    | VIII (1979)     |                 |                |
| 9   |                |                  | Tommaso Morlino (1925-1983)               | Democrazia Cristiana                    | VIII (1979)     | 9 dicembre 1982 | 6 maggio 1983  |
| 10  |                |                  | Vittorino Colombo (1925-1996)             | Democrazia Cristiana                    | VIII (1979)     | 12 maggio 1983  | 11 luglio 1983 |
| 11  |                |                  | Francesco Cossiga (1928-2010)             | Democrazia Cristiana                    | 12 luglio 1983  | 24 giugno 1985  | IX (1983)      |
| (7) |                |                  | Amintore Fanfani (1908-1999)              | Democrazia Cristiana                    | 9 luglio 1985   | 17 aprile 1987  | IX (1983)      |
| 12  |                |                  | Giovanni Malagodi (1904-1991)             | Partito Liberale Italiano               | 22 aprile 1987  | 1º luglio 1987  | IX (1983)      |
| 13  |                |                  | Giovanni Spadolini (1925-1994)            | Partito Repubblicano Italiano           | 2 luglio 1987   | 22 aprile 1992  | X (1987)       |
| 13  | 24 aprile 1992 | 14 aprile 1994   | Giovanni Spadolini (1925-1994)            | Partito Repubblicano Italiano           | XI (1992)       |                 |                |
| 14  |                |                  | Carlo Scognamiglio (1944)                 | Unione di Centro                        | 16 aprile 1994  | 8 maggio 1996   | XII (1994)     |
| 15  |                |                  | Nicola Mancino (1931)                     | Partito Popolare Italiano               | 9 maggio 1996   | 29 maggio 2001  | XIII (1996)    |
| 16  |                |                  | Marcello Pera (1943)                      | Forza Italia                            | 30 maggio 2001  | 27 aprile 2006  | XIV (2001)     |
| 17  |                |                  | Franco Marini (1933-2021)                 | La Margherita Partito Democratico       | 29 aprile 2006  | 28 aprile 2008  | XV (2006)      |
| 18  |                |                  | Renato Schifani (1950)                    | Forza Italia Il Popolo della Libertà    | 29 aprile 2008  | 14 marzo 2013   | XVI (2008)     |
| 19  |                |                  | Pietro Grasso (1945)                      | Partito Democratico                     | 16 marzo 2013   | 22 marzo 2018   | XVII (2013)    |
| 20  |                |                  | Maria Elisabetta Alberti Casellati (1946) | Forza Italia                            | 24 marzo 2018   | 12 ottobre 2022 | XVIII (2018)   |
| 21  |                |                  | Ignazio La Russa (1947)                   | Fratelli d'Italia                       | 13 ottobre 2022 | in carica       | XIX (2022)     |

### Provenienza regionale (dal 1948)
La regione di nascita dei presidenti del Senato è riportata nella seguente tabella; le regioni sono elencate in ordine alfabetico, mentre i presidenti in ordine cronologico:
| Italia              | Italia | Italia                                                    |
| Regione             | Num.   | Presidenti                                                |
| ------------------- | ------ | --------------------------------------------------------- |
| Abruzzo             | 1      | Marini                                                    |
| Basilicata          | 1      | Morlino                                                   |
| Campania            | 2      | De Nicola, Mancino                                        |
| Emilia-Romagna      | 1      | Ruini                                                     |
| Lombardia           | 5      | Bonomi, Merzagora, Zelioli-Lanzini, Colombo, Scognamiglio |
| Sardegna            | 1      | Cossiga                                                   |
| Sicilia             | 4      | Paratore, Schifani, Grasso, La Russa                      |
| Toscana             | 3      | Fanfani, Spadolini, Pera                                  |
| Trentino-Alto Adige | 1      | Spagnolli                                                 |
| Veneto              | 1      | Alberti Casellati                                         |

L'unico presidente del Senato non presente nella lista è Giovanni Malagodi, in quanto nato a Londra, nel Regno Unito.